# Hainardieae
Hainardieae es una tribu de hierbas de la familia Poaceae. Tiene los siguientes géneros.

## Géneros
- Agropyropsis - Hainardia - Narduroides - Parapholis - Pholiurus - Scribneria